# 1971 no Brasil
Esta é uma cronologia dos fatos acontecimentos de ano 1971 no Brasil.

## Incumbente
- Presidente do Brasil -  Emílio Garrastazu Médici (30 de outubro de 1969 - 15 de março de 1974)

## Eventos
- 16 de janeiro: O embaixador da Suíça no Brasil, Giovanni Enrico Bucher, é libertado pelo grupo guerrilheiro de esquerda Vanguarda Popular Revolucionária (VPR) depois de ser trocado por 70 prisioneiros políticos.[1]
- 1 de fevereiro: O Brasil abandona reunião da Organização dos Estados Americanos por não conseguir um plano conjunto de ação contra o terrorismo.[2]
- 19 de maio: O ministro de Minas e Energia, Antônio Dias Leite Júnior, anuncia em Brasília que a empresa norte-americana Westinghouse Electric Company foi escolhida para construir a primeira usina nuclear brasileira, em Angra dos Reis.[3]
- 18 de julho: Pelé se despede da Seleção Brasileira de Futebol, que empata por 2 a 2 com a Iugoslávia no Estádio do Maracanã, no Rio de Janeiro.[4]
- 17 de setembro: O ex-capitão Carlos Lamarca, líder da VPR, é morto após emboscada montada por forças  de segurança em Pintada, Bahia.[5]
- 18 de dezembro: A Reforma Ortográfica de 1971 é sancionada pelo presidente Emílio Garrastazu Médici, aprovado as alterações na ortografia da língua portuguesa do Brasil.[6]
- 19 de dezembro: O Clube Atlético Mineiro sagra-se o primeiro campeão brasileiro de futebol, ao derrotar o Botafogo, no Maracanã, por 1 x 0.[7]

## Nascimentos
- 10 de janeiro: Assis, ex-futebolista.
- 12 de janeiro: Fernando Pavão, ator.
- 16 de janeiro: Rosana Jatobá, jornalista.
- 18 de janeiro: Christian Fittipaldi, ex-automobilista.
- 20 de janeiro: Fábio Villa Verde, ator.
- 19 de abril: Manoel Tobias, jogador de futsal.
- 31 de agosto: Virna Dias, ex-jogadora de vôlei.

## Mortes
- 11 de janeiro: José Pedro de Freitas, médium (n. 1922).